# Royal Dublin Society
Die Royal Dublin Society (kurz: RDS, irisch Cumann Ríoga Bhaile Atha Cliath) ist eine philanthropische Gesellschaft mit Sitz in Dublin die am 25. Juni 1731 als „Dublin Society“ gegründet wurde. Der Zusatz „Royal“ erfolgte im Jahr 1820 durch die Royal Patronage des englischen Königs Georg IV. Die RDS hat zum Ziel, Irland kulturell und wirtschaftlich gedeihen zu lassen. In den historischen Gebäuden wird seit Gründung ein selektiver Gesellschaftsclub unterhalten. Für die Aufnahme ist die Empfehlung zweier etablierten Mitglieder erforderlich. Die RDS ernennt seit 1937 eines der sechzig Mitglieder des nicht direkt wählbaren irischen Oberhauses Seanad Éireann.
National ist die RDS am bekanntesten für ihren 160.000 m2 großen Campus im Stadtteil Ballsbridge, Dublin. Das Gelände umfasst unter anderen die „RDS Arena“, den „RDS Simmonscourt“, die „RDS Main Hall“ und weitere Gebäude, die für regelmäßige Ausstellungen, Konzerte und Messen genutzt werden.

## Hallen und Sportstätten
| Sitzplätze             | Sitzplätze        |
| Main Hall Komplex      | Main Hall Komplex |
| ---------------------- | ----------------- |
| RDS Main Hall          | 4.000             |
| Shelbourne Hall        | 3.000             |
| Serpentine Hall        | 1.000             |
| Industries Hall        | 2.500             |
| Concert Hall Komplex   |                   |
| RDS Concert Hall       | 1.000             |
| Clyde Room             | 350               |
| Simmonscourt Komplex   |                   |
| Simmonscourt Main Hall | 6.500             |
| Hall 8A                | 2.350             |
| Hall 8B                | 2.500             |
| Hall 8D                | 750               |
| Hall 8E                | 1.000             |

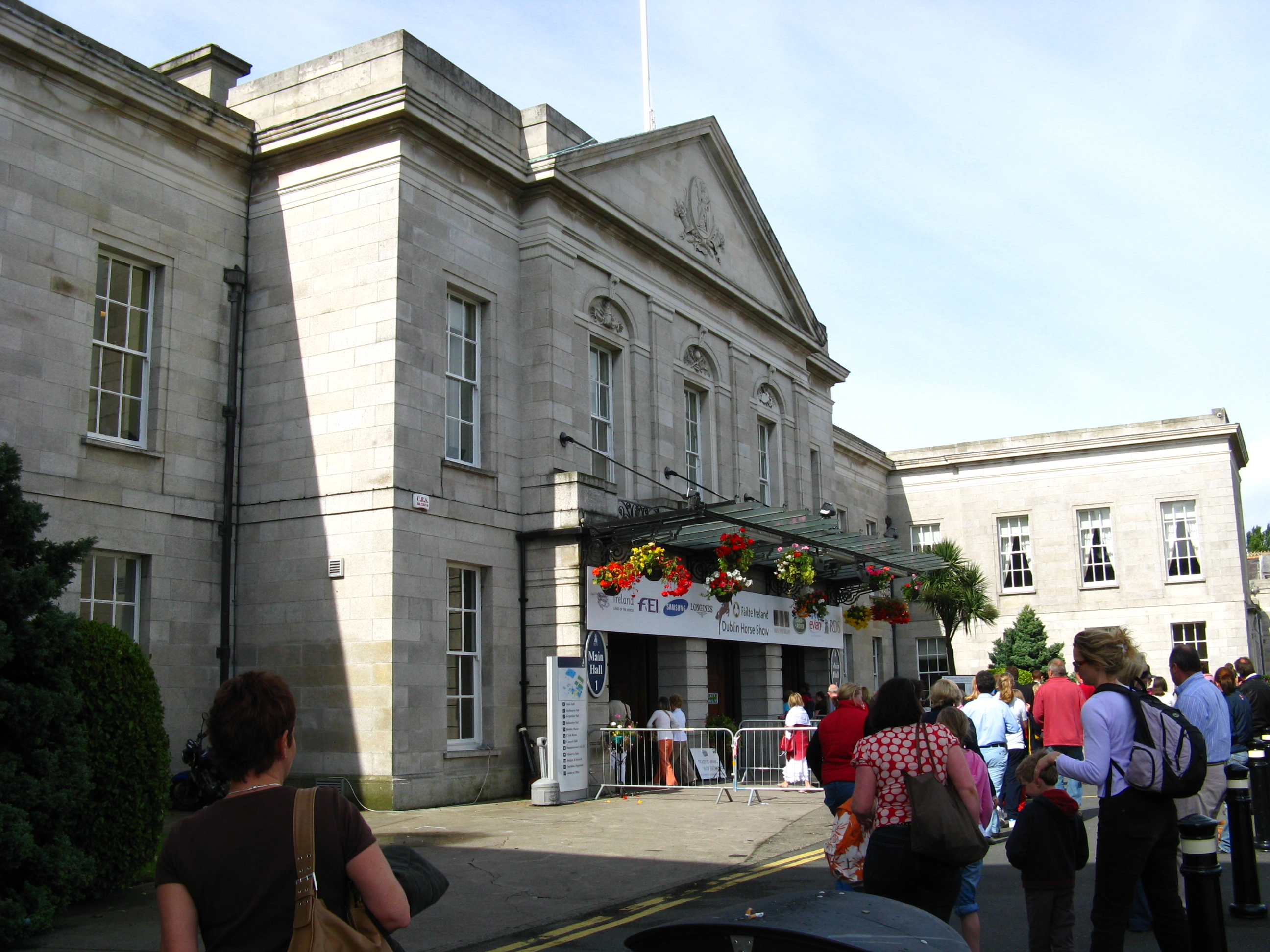
RDS Simmonscourt

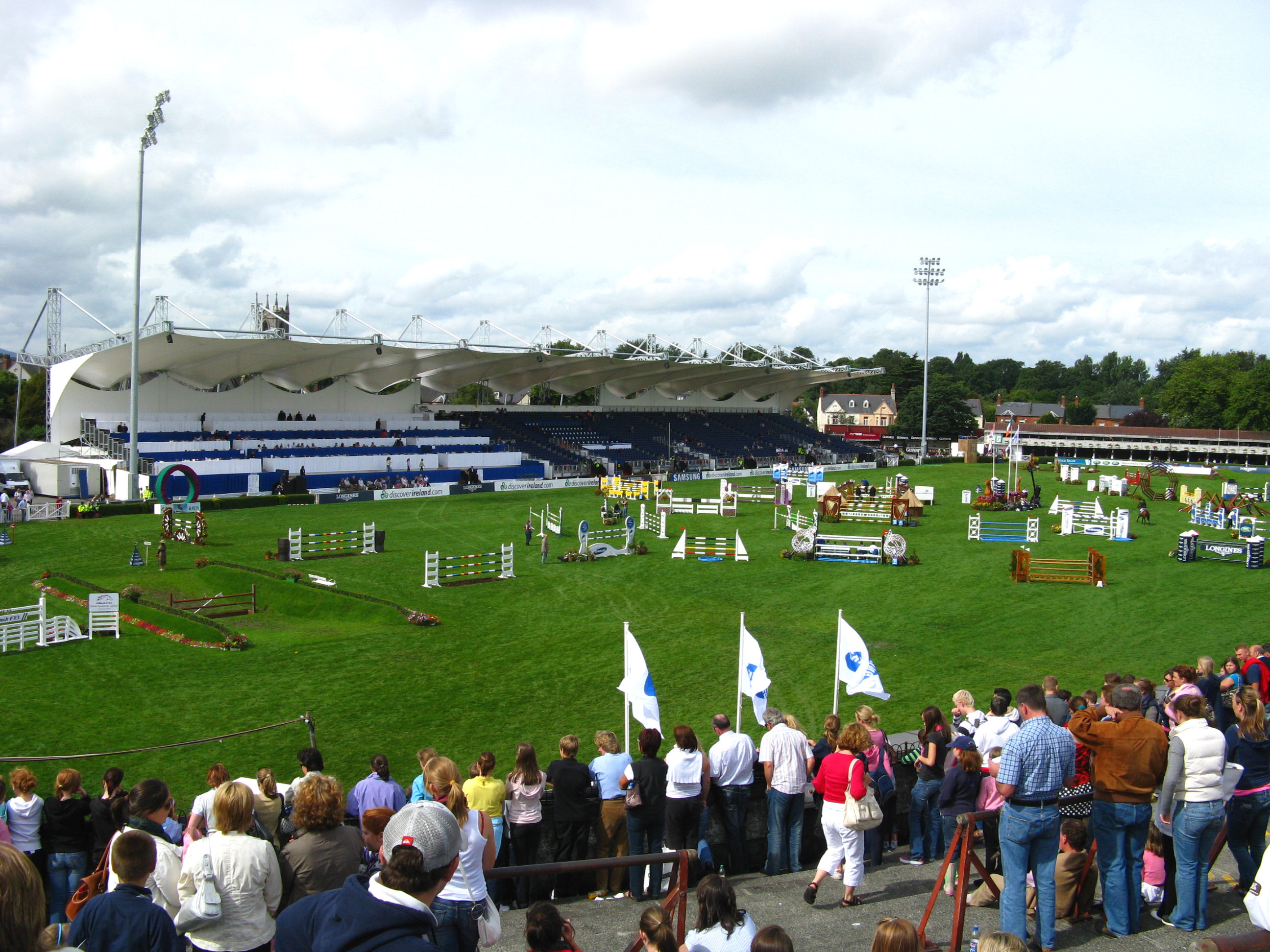
RDS Arena

Die Gesellschaft kaufte 1815 zunächst das Leinster House, bis dato der Sitz des Duke of Leinster und heute Sitz des irischen Parlaments. 1879 wurden das heutige Gelände in Ballsbridge erworben. Seither wurde es von seinen ursprünglichen 60.000 auf 160.000 m2 erweitert. Neben acht kleineren Hallen mit Konferenzräumen, einer Bibliothek, Bars und Restaurants existieren drei Gebäudekomplexe auf dem Campus.

### RDS Members‘ Club
Der RDS Members’ Club bietet exklusiven Zugang zu wöchentlichen Dinnern, Vorträgen und Sportveranstaltungen wie der seit 1864 jährlich stattfindenden Dublin Horse Show. Er unterhält ein weltweites Netzwerk an Partnerclubs, deren Mitglieder in der RDS Zugang erhalten, wie zu ihrem Heimatclub. Partner des RDS Members‘ Club sind unter anderem der Reform Club, der Penn Club in New York City für alle Alumni der University of Pennsylvania, der Kitzbühel Country Club, und weitere.

### RDS Main Hall
Die RDS Main Hall wird für Theater und Konzerte genutzt. Jeden Januar findet hier die Young Scientist and Technology Exhibition statt. Die verschiedenen Hallen und Gebäude bieten Platz für über 10.000 Sitzplätze.

### RDS Simmonscourt
Der vielseitig einsetzbare RDS Simmonscourt hat eine Kapazität von 6.500 Sitzplätzen in der Simmonscourt Main Hall und über 13.000 Sitzen über alle Gebäudeteile hinweg. Hier wurden 2008, 2009 und 2010 die Meteor Music Awards, Disney on Ice, sowie verschiedene Konzerte wie The Smashing Pumpkins, My Chemical Romance, sowie 1981 und 1988 der Eurovision Song Contest abgehalten. Im RDS Simmonscourt werden während der Dublin Horse Show die Pferde der Springreiter untergebracht. Im Gebäudeteil um den Thomas Prior Room sind die Räumlichkeiten des RDS Members’ Club untergebracht.

### RDS Arena
Die RDS Arena (häufig auch synonym mit „RDS“ bezeichnet) wurde als Sportstätte für die Dublin Horse Show begründet und wird heute auch für Fußball und Rugby Events verwendet. Zwischen 1990 and 1996 wurde es als Heimatstadium des Shamrock Rovers Football Club verwendet. Am 19. Februar 1992 wurde hier das Länderspiel der irischen Fußballnationalmannschaft gegen Wales ausgetragen, sowie 2007 und 2008 die Finalspiele des FAI Cup. 2008 wurde die Kapazität der Arena auf 18.250 Personen mit zusätzlichen Stehplätzen gebaut und wird nun für Heimspiele des Leinster Rugby Teams verwendet. 2005 war die RDS Gastgeber des WWE SmackDown Events als Teil der europäischen WWE Summerbash Tour.

## Veranstaltungen

### Dublin Horse Show
Die erste Dublin Horse Show wurde 1864 abgehalten und zusammen von der Royal Agricultural Society of Ireland. Die erste ausschließlich von der Royal Dublin Society durchgeführte Pferdeshow wurde 1868 abgehalten und präsentierte eines der ersten Pferderennen der Zeit. Im Laufe der Zeit lag der Fokus mehr und mehr auf Springreiten. 1982 präsentierte die Veranstaltung die Weltmeisterschaften im Springreiten als Teil der Dublin Horse Show. Die Dublin Horse Show bietet heute an fünf Tagen Präsentation in 130 Klassen. Aufgrund der COVID-19-Pandemie wurde 2020 die Dublin Horse Show das erste Mal seit 1940 abgesagt. Der irische CSIO findet im Rahmen der Dublin Horse Show statt.

### Klausuren
Die RDS Main Hall wird für jährliche Zentralprüfungen des University College Dublin und des Trinity College Dublin genutzt.